# Roelant Radier
Roelant Radier (Voorburg, 8 februari 1948) is een Nederlands acteur die bekendheid verwierf door zijn rol als chirurg Arend-Jan Hoekstra in  de televisieserie Medisch Centrum West. 
Radier volgde een opleiding aan de Toneelacademie Maastricht, waar hij in 1969 afstudeerde. Hij was actief bij verschillende toneelgezelschappen, waaronder Het Nationale Toneel, Toneelgroep De Appel, The Family, Ro Theater en Hollandia. Daarnaast vertolkte hij rollen in series als Diamant, Baantjer en Goudkust, en in aantal films, waaronder De blinde fotograaf, Amsterdamned, Loos en Brush with Fate.

## Filmografie
- De Inbreker - Spion van Van Borsen (1972)
- Heb medelij, Jet! - De hennepman (1975)
- De smaak van water - Dokter (1982)
- Amsterdamned - Patholoog (1988)
- Diamant - Rudi (1994)
- Medisch Centrum West - Dr. Arend-Jan Hoekstra (1993-1994)
- Baantjer - Nico Somers (Afl. De Cock en de moord zonder lijk, 1995)
- Goudkust - Oscar van Cloppenburg (1996)
- Onderweg naar Morgen - Michael Verkerck (1996)
- Rozengeur & Wodka Lime - Theo de Waal (Afl. Sex omdat het moet, 2002)
- De Vanger - Broeder Gerard (2003)
- Medea - Ton Kortsten (2005)
- Pauwen en Reigers - Bernard Heemskerk (2008-2009)
- Voetbalvrouwen - Chirurg (2009)
- Bernhard, schavuit van Oranje (2010)
- Armada's Organizer - Kornalijnslijper (2013)